# Изтокът е червен
„Изтокът е червен“ (на традиционен китайски: 東方紅, на опростен китайски: 东方红, на пинин: Dōngfāng Hóng) е китайска патриотична песен, която по времето на Културната революция е била де факто химн на Китай.
Тя възхвалява Китайската комунистическа партия и нейния лидер Мао. Задължително се е пеела в училищата в началото на часовете. Музиката е по мотиви на китайска народна песен.
Съществува и музикална пиеса със същото наименование. „Изтокът е червен“ е предавана от първия китайски космически спътник Донг Фанг Хонг I на територията на цялата страна.
За да чуете песента, кликнете тук

## Текст
Текстът е на китайски земеделец от провинция Шенси на име Ли Йоюуан. Той се вдъхновил, гледайки изгрева на слънцето.

#### Китайски текст
东方红，太阳升，
中国出了个毛泽东。
他为人民谋幸福，
呼尔嗨哟，他是人民大救星！
毛主席，爱人民，
他是我们的带路人，
为了建设新中国，
呼尔嗨哟，领导我们向前进！
共产党，像太阳，
照到哪里哪里亮。
哪里有了共产党，
呼尔嗨哟，哪里人民得解放！

#### Текст на пинин
Dōngfāng hóng, tàiyáng shēng,
Zhōngguó chū liǎo ge Máo Zédōng,
Tā wèi rénmín móu xìngfú,
Hū ěr hei yo, tā shì rénmín dà jiù xīng!
Máo zhǔxí, ài rénmín,
Tā shì wǒmén de dài lù rén
Wèi liǎo jiànshè xīn Zhōngguó,
Hū ěr hei yo, lǐngdǎo wǒmén xiàng qiánjìn!
Gòngchǎndǎng, xiàng tàiyáng,
Zhào dào nǎlǐ nǎlǐ liàng,
Nǎlǐ yǒu liao Gòngchǎndǎng,
Hū ěr hei yo, nǎlǐ rénmín dé jiěfàng!

#### Български превод (буквален)
Изтокът е червен, изгрява слънцето,
Мао Дзедун в Китай се роди.
Труди се той за народното щастие,
Велик спасител на нашия народ.
Председателя Мао обича хората,
Той е нашата насока,
Да построим нов Китай,
той води ни напред!
Партията е като слънцето,
Където и да свети, все е ярко.
Където и да има комунистическа партия,
Там хората ще са свободни!